# Cryptococcus adeliensis
Cryptococcus adeliensis ist ein Hefepilz aus der Gattung Cryptococcus. Er kann sowohl Tiere wie Menschen, als auch Pflanzen und Algen befallen und schädigen. Der Pilz ist weltweit verbreitet, beispielsweise im Boden und Vogelkot.

## Charakterisierung und Ähnlichkeiten
Der Pilz wurde erstmals in Adélieland in der Antarktis isoliert und die Erstbeschreibung im Jahr 2000 publiziert.
Cryptococcus adeliensis unterscheidet sich von vorher untersuchten Kryptokokken durch seine kälteresistente Xylanase. Seine Pektinase wurde ebenfalls als kälteresistent beschrieben, dies gilt jedoch auch für andere Pilzarten. Aufgrund phenotypischer Marker kann Cryptococcus adeliensis leicht mit Cryptococcus albidus verwechselt werden. Eine eindeutige Bestimmung wurde durch DNA-Sequenzanalyse der D1/D2 Untereinheit und intern transkribierte Spacer Regionen seiner rDNA etabliert.
Viele weitere Kryptokokken werden jährlich entdeckt (in der Regel gekennzeichnet mit „sp. nov.“ hinter dem binominalen Namen), wie Cryptococcus foliicola (2011), Cryptococcus yokohamensis (2011), Cryptococcus spencermartinsiae (2010), Cryptococcus cerealis (2009). Cryptococcus fildesensis wurde 2014 in der Antarktis (aus Moos Chorisodontium aciphyllum) isoliert und durch rDNA-Analysen charakterisiert. Ob dieser ebenfalls kälteresistente Enzyme birgt, ist unbekannt; 4 von 103 Hefe-Isolaten aus Bodenproben von den antarktischen Inseln King George Island und Tierra del Fuego beherbergten kälteresistente Enzyme wie Pektinasen.

## Krankheitserreger beim Menschen
Der Hefepilz Cryptococcus adeliensis kann als opportunistischer Erreger wie andere Kryptokokken bei immungeschwächten Menschen eine Kryptokokkose auslösen. Er verursachte eine Meningitis bei einem AML-Patienten.
Cryptococcus adeliensis wurde auch an Patienten in deutschen Kliniken durch rDNA-Analysen nachgewiesen. Diese zeigten sich empfindlich gegenüber 0,01 % Cycloheximid, im Gegensatz zu anderen Stämmen.

## Verbreitung in Tieren
Der Hefepilz ist offensichtlich weit verbreitet, er wurde in Taubenkot am Berliner Tegeler See im Erholungsbereich gefunden, wie auch in einer Taubenzuchtanlage in Hannover, jeweils durch rDNA-Analysen belegt.

## Pflanzenschädling
Bei manchen Steinobstgewächsen kann der Pilz Baumkrebs an Stämmen und Zweigen verursachen, die sich nur schwer von Schäden unterscheiden lassen, die durch Bakterien wie Pseudomonas syringae pv. syringae verursacht wurden. Der Befall von Pfirsichbäumen durch Cryptococcus adeliensis ist besonders in der nordiranischen Provinz Chorasan verbreitet, was durch rDNA-Analysen belegt wurde.
Aus Algen wurde ebenfalls Cryptococcus adeliensis isoliert.